# Horst Caspar
Horst Caspar, oppure Horst Joachim Arthur Caspar (Radegast, 20 gennaio 1913 – Radegast, 27 dicembre 1952), è stato un attore tedesco, prominente nel teatro e nel cinema tedesco negli anni '30 e '40.

## Biografia

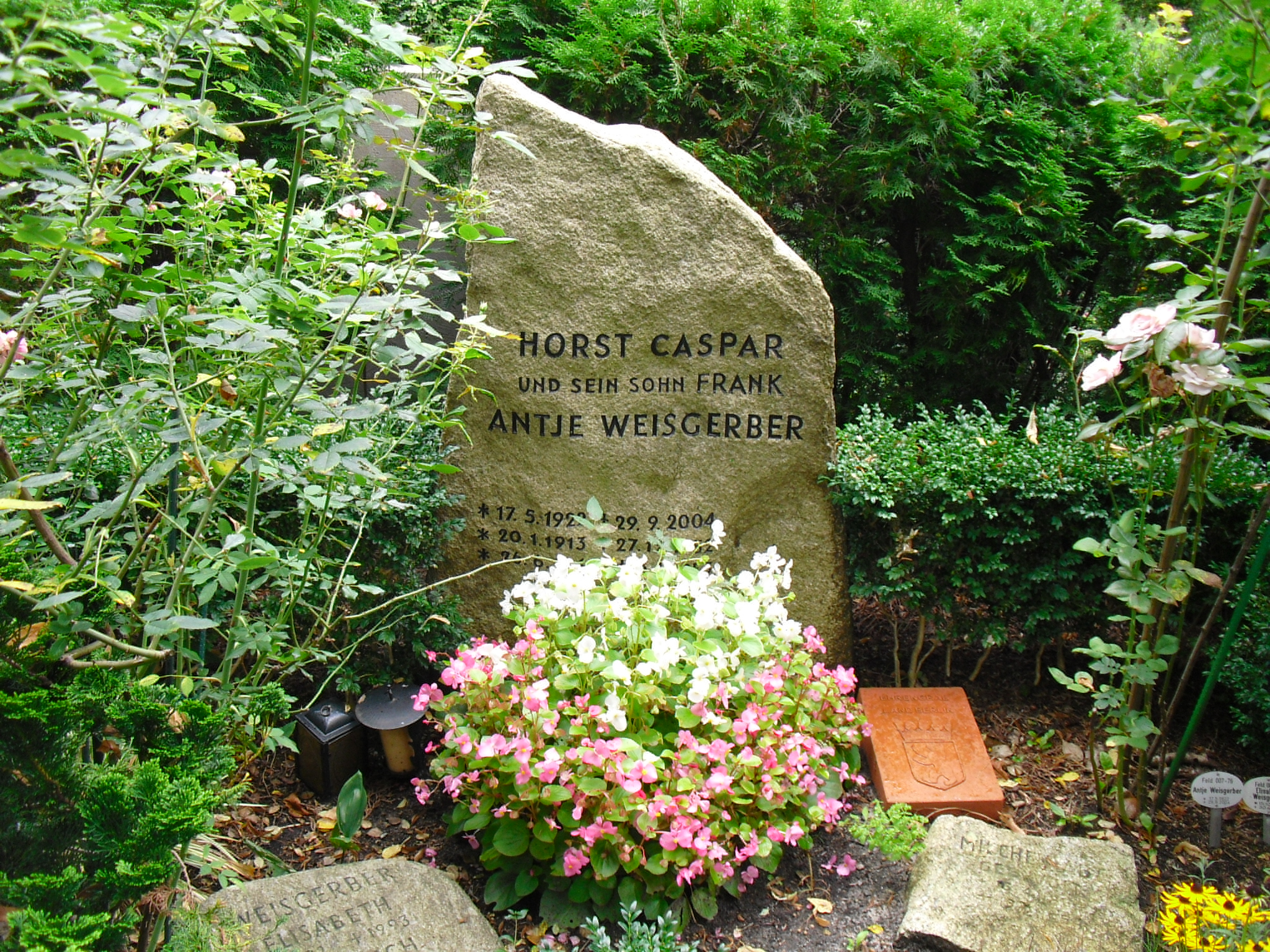
La tomba di Caspar e famiglia a Berlino

Caspar è nato a Radegast, figlio di Max Caspar, un ufficiale dell'esercito. Aveva un nonno ebreo. Sua madre Emmy morì quando lui aveva diciotto mesi e fu cresciuto da sua zia a Berlino. Ha frequentato il Treitschke-Reform-Realgymnasium a Berlino-Wilmersdorf. Nel 1932 ha conseguito il diploma di maturità, ma non è andato all'università, poiché aveva già deciso di fare l'attore. Ha preso lezioni di recitazione alla scuola di Ilka Grüning e Lucie Höflich, insieme a future star del cinema tedesco come Lilli Palmer, Inge Meysel e Brigitte Horney.
Si formò successivamente alla scuola d'arte drammatica di Bochum e si perfezionò al Kammerspèiele di Monaco di Baviera, sotto la guida di Otto Falckenberg: la prestanza fisica, la nobiltà della voce e del gestire fecero di lui il più valido 'giovane eroe' contemporaneo.
Allo Schillertheater di Berlino, al Burgtheater di Vienna, ecc. incarnò fulgidamente Tasso, Egmont, Tellheim (Minna von Barnhelm di Gotthold Ephraim Lessing), Sigismondo (La vita è sogno di Pedro Calderón de la Barca), Osvaldo (Spettri di Henrik Ibsen).
Sotto le leggi razziali di Norimberga del regime nazista, Caspar era classificato come un Mischling (razza mista) di secondo grado. Nonostante la sua ascendenza in parte ebraica, proseguì a lavorare come attore. Ciò era in parte dovuto alle protezioni e al patrocinio del ministro della Propaganda Joseph Goebbels.
Il 20 gennaio 1944 Caspar sposò un'attrice di ventidue anni Antje Weisgerber (1922-2004), con la quale ebbe un figlio e una figlia. Dopo la fine della guerra Caspar si trasferì a Düsseldorf dove lavorò di nuovo in teatro e nel cinema. Il suo ultimo ruolo è stato nel film poliziesco The Orplid Mystery, prodotto nel 1950. Caspar morì improvvisamente a Berlino nel dicembre 1952 per un ictus all'età di trentanove anni. La sua vedova ha avuto una carriera cinematografica di successo che proseguì fino agli anni '70.